# Ludwigsluster-Grabower Heide, Weißes Moor und Griemoor
Ludwigsluster-Grabower Heide, Weißes Moor und Griemoor este o arie protejată (arie specială de conservare — SAC, sit de importanță comunitară — SCI) din Germania întinsă pe o suprafață de 253 ha, integral pe uscat.

## Localizare
Centrul sitului Ludwigsluster-Grabower Heide, Weißes Moor und Griemoor este situat la coordonatele 53°18′59″N 11°32′53″E / 53.3164°N 11.5481°E.

## Înființare
Situl Ludwigsluster-Grabower Heide, Weißes Moor und Griemoor a fost declarat sit de importanță comunitară în aprilie 1998 pentru a proteja 1 specie de plante. Situl a fost protejat și ca arie specială de conservare în august 2011.

## Biodiversitate
Situată în ecoregiunea continentală, aria protejată conține 7 habitate naturale: Vegetație psamofilă uscată cu Calluna și Genista, Vegetație psamofilă uscată cu pășuni deschise de Corynephorus și Agrostis, Ape stătătoare oligotrofe până la mezotrofe, cu vegetație de Littorelletea uniflorae și/sau de Isoëto-Nanojuncetea, Lacuri și iazuri distrofice naturale, Pajiști umede nord-atlantice cu Erica tetralix, Pajiști uscate europene, Mlaștini turboase de tranziție și turbării mișcătoare.
La baza desemnării sitului se află o specie protejată de  plante: Luronium natans
Pe lângă speciile protejate, pe teritoriul sitului au mai fost identificate 1 specie de plante.